# Campionat del món d'handbol femení
El Campionat del món d'handbol femení és la màxima competició internacional d'handbol entre seleccions nacionals femenines. Està organitzat per la Federació Internacional d'Handbol (IHF). La seva primera edició fou l'any 1957 i des de 1993 es realitza cada dos anys durant els mesos de novembre o desembre.
Sols 9 equips van participar en la primera edició. El nombre va anar creixent fins al 1997, quan s'adoptà l'actual model de competició amb la participació de 24 seleccions. El 1977 s'incorporà un torneig B i el 1986 un de C, que servien de qualificació per l'autèntic campionat, l'A. Els torneigs B i C foren substituïts per l'actual model de qualificacions el 1993.

## Historial
| En negreta = Equip guanyador (prò.) = Pròrroga |

| I   | 1957 Detalls | Txecoslovàquia                                                      | 7–1                                                                 | Hongria                                                             | Iugoslàvia          | 9–6          | Alemanya Occidental | Iugoslàvia                   |  |
| II  | 1962 Detalls |                                                                     | 8–5                                                                 | Dinamarca                                                           | Txecoslovàquia      | 6–5          | Iugoslàvia          | Romania                      |  |
| III | 1965 Detalls | Hongria                                                             | 5–3                                                                 | Iugoslàvia                                                          | Alemanya Occidental | 11–10        | Txecoslovàquia      | Alemanya Occidental          |  |
|     | 1968         | El torneig fou suspès per la intervenció soviètica a Txecoslovàquia | El torneig fou suspès per la intervenció soviètica a Txecoslovàquia | El torneig fou suspès per la intervenció soviètica a Txecoslovàquia | N/D                 | N/D          | N/D                 | Unió Soviètica               |  |
|     | 1971 Detalls | Alemanya Oriental                                                   | 11–8                                                                | Iugoslàvia                                                          | Hongria             | 12–11 (prò.) | Romania             | Països Baixos                |  |
|     | 1973 Detalls | Iugoslàvia                                                          | 16–11                                                               | Romania                                                             | Unió Soviètica      | 20–12        | Hongria             | Iugoslàvia                   |  |
|     | 1975 Detalls | Alemanya Oriental                                                   | Lligueta                                                            | Unió Soviètica                                                      | Hongria             | Lligueta     | Romania             | Unió Soviètica               |  |
|     | 1978 Detalls | Alemanya Oriental                                                   | Lligueta                                                            | Unió Soviètica                                                      | Hongria             | Lligueta     | Txecoslovàquia      | Txecoslovàquia               |  |
|     | 1982 Detalls | Unió Soviètica                                                      | Lligueta                                                            | Hongria                                                             | Iugoslàvia          | Lligueta     | Alemanya Oriental   | Hongria                      |  |
|     | 1986 Detalls | Unió Soviètica                                                      | 30–22                                                               | Txecoslovàquia                                                      | Noruega             | 23–19        | Alemanya Oriental   | Països Baixos                |  |
|     | 1990 Detalls | Unió Soviètica                                                      | 24–22                                                               | Iugoslàvia                                                          | Alemanya Oriental   | 25–19        | Alemanya Occidental | Corea del Sud                |  |
|     | 1993 Detalls | Alemanya                                                            | 22–21 (prò.)                                                        | Dinamarca                                                           | Noruega             | 20–19        | Romania             | Noruega                      |  |
|     | 1995 Detalls | Corea del Sud                                                       | 25–20                                                               | Hongria                                                             | Dinamarca           | 25–24        | Noruega             | Àustria / Hongria            |  |
|     | 1997 Detalls | Dinamarca                                                           | 33–20                                                               | Noruega                                                             | Alemanya            | 27–25        | Rússia              | Alemanya                     |  |
|     | 1999 Detalls | Noruega                                                             | 25–24 (prò.)                                                        | França                                                              | Àustria             | 31–28 (prò.) | Romania             | Noruega / Dinamarca          |  |
|     | 2001 Detalls | Rússia                                                              | 30–25                                                               | Noruega                                                             | Iugoslàvia          | 42–40 (prò.) | Dinamarca           | Itàlia                       |  |
|     | 2003 Detalls | França                                                              | 32–29 (prò.)                                                        | Hongria                                                             | Corea del Sud       | 31–29        | Ucraïna             | Croàcia                      |  |
|     | 2005 Detalls | Rússia                                                              | 28–23                                                               | Romania                                                             | Hongria             | 27–24        | Dinamarca           | Russia                       |  |
|     | 2007 Detalls | Rússia                                                              | 29–24                                                               | Noruega                                                             | Alemanya            | 36–35 (prò.) | Romania             | França                       |  |
|     | 2009 Detalls | Rússia                                                              | 25–22                                                               | França                                                              | Noruega             | '31–26       | Espanya             | Xina                         |  |
|     | 2011 Detalls | Noruega                                                             | 32–24                                                               | França                                                              | Espanya             | 24–18        | Dinamarca           | Brasil                       |  |
|     | 2013 Detalls | Brasil                                                              | 22–20                                                               | Sèrbia                                                              | Dinamarca           | 30–26        | Polònia             | Sèrbia                       |  |
|     | 2015 Detalls | Noruega                                                             | 31–23                                                               | Països Baixos                                                       | Romania             | 31–22        | Polònia             | Dinamarca                    |  |
|     | 2017 Detalls | França                                                              | 23–21                                                               | Noruega                                                             | Països Baixos       | 24–21        | Suècia              | Alemanya                     |  |
|     | 2019 Detalls | Països Baixos                                                       | 30–29                                                               | Espanya                                                             | Rússia              | 33–28        | Noruega             | Japó                         |  |
|     | 2021 Detalls | Noruega                                                             | 29–22                                                               | França                                                              | Dinamarca           | 35–28        | Espanya             | Espanya                      |  |
|     | 2023 Detalls | França                                                              | 31–28                                                               | Noruega                                                             | Dinamarca           | 28–28        | Suècia              | Dinamarca / Noruega / Suècia |  |
|     | 2025 Detalls |                                                                     |                                                                     |                                                                     |                     |              |                     | Corea del Sud                |  |

## Medaller
| Pos. | País                                               | Or        | Plata | Bronze | Total      |
| 1    | Rússia · (de les quals Unió Soviètica)             | 7 (3)     | 2 (2) | 1 (1)  | 10 (6)     |
| 2    | Noruega                                            | 4         | 5     | 3      | 10         |
| 3    | Alemanya · (de les quals RDA) · (de les quals RFA) | 4 (3) (—) | — (—) | 4 (1)  | 08 (4) (1) |
| 4    | França                                             | 3         | 4     | —      | 05         |
| 5    | Hongria                                            | 1         | 4     | 4      | 09         |
| 6    | Iugoslàvia                                         | 1         | 3     | 3      | 07         |
| 7    | Dinamarca                                          | 1         | 2     | 4      | 05         |
| 8    | Romania                                            | 1         | 2     | 1      | 04         |
| 9    | Txecoslovàquia                                     | 1         | 1     | 1      | 03         |
| 9    | Països Baixos                                      | 1         | 1     | 1      | 03         |
| 12   | Corea del Sud                                      | 1         | —     | 1      | 02         |
| 13   | Brasil                                             | 1         | —     | —      | 01         |
| 14   | Espanya                                            | —         | 1     | 1      | 02         |
| 15   | Sèrbia                                             | —         | 1     | —      | 01         |
| 16   | Àustria                                            | —         | —     | 1      | 01         |